# Piranhas
Piranhas là một đô thị tọa lạc ở phía tây Alagoas. Đô thị này có dân số 21.716 người và diện tích là 409,1 km² (53,23 h/km²).
Phía bắc giáp đô thị Inhapi, phía nam giáp bang Sergipe, phía đông là các đô thị São José da Tapera và Pão de Açúcar, phía tây giáp đô thị Olho d'Água do Casado còn phía tây bắc giáp đô thị Senador Rui Palmeira.